# 普拉加克塔·沙旺特
普拉加克塔·沙旺特（Prajakta Sawant，1992年10月28日—），印度女子羽毛球運動員，專長雙打項目。

## 簡歷

### 早年及出道
普拉加克塔·沙旺特出身於孟買東北部郊區Mulund，自小就喜歡板球運動，但由於當時女子板球的發展並不普及，她在11歲時便開始隨叔叔改打羽毛球。不久後，她便進入了國家隊接受訓練，並獲教練安排專攻雙打。
仍未成年的沙旺特已多次代表印度國家隊出戰重要賽事，包括2008年世界青年羽毛球錦標賽、2009年亞洲青年羽毛球錦標賽、2010年亞洲運動會羽毛球比賽和2011年蘇迪曼盃等。18歲那年，沙旺特赢得了2011年全國羽毛球比賽女子雙打和混合雙打兩項冠軍，又跟普拉迪亚·加德雷合作女雙，赢得保加利亞羽毛球國際賽亞軍和瑞士羽毛球國際賽冠軍。然而，成績突出的她此後卻未獲國家隊教練安排參加任何重要的賽事，例如在印度新德里舉行的優霸盃。

### 控告戈比昌德
2012年，沙旺特向孟買高等法院，控告印度羽總（BAI）和印度國家羽毛球隊總教練普萊勒·戈比昌德處事不公和偏袒，並從2012年開始一直在精神上騷擾她。她亦聲稱，戈比昌德身為國家隊主教練，但同時卻經營私人羽毛球學院，由於他有權決定國家隊代表的入選資格，他可以挑選自己學院的學員進入國家隊，有關身分構成了利益和道德上的衝突；事實上，戈比昌德就曾挑選排名比她低的普拉迪亚·加德雷和阿帕娜·巴兰，而她卻落選。

### 轉到馬來西亞打球
受案件影響，沙旺特無法在國內找到混雙搭檔，她在2013年時便開始跟馬來西亞球員拉吉夫阿都拉迪夫搭檔出戰國際賽，但其餘時間仍留在海得拉巴接受訓練。直到
2014年，她決定出國到馬來西亞打球，並在吉隆坡新視野羽毛球學院（New Vision Badminton Academy (NVBA)）接受訓練。她開始跟該國球員Vountus Indra Mawan搭檔混雙，二人曾拿得斯里蘭卡羽毛球國際賽亞軍。
2015年，沙旺特回到印度國家隊，開始跟艾谢·迪瓦卡搭檔，二人很快便合作打進俄羅斯羽毛球大獎賽四強；但不久後，國家隊又將他們拆對，沙旺特於是再次回到馬來西亞。由於一直未能找到混雙搭檔，她所屬的羽毛球學院創辦人、原為單打選手的约根德兰·克里希南便開始嘗試跟她搭檔。
2016年1月，沙旺特/克里希南的組合初征國際賽，出戰馬來西亞羽毛球大師賽，但在預賽中便以0比2（10-21、11-21）慘負於對手出局。賽後，克里希南建議沙旺特應該另找搭檔，但沙旺特仍想繼續堅持。同月，二人又出戰印度羽毛球黃金大獎賽，這次除了能通過預賽進入主賽圈外，更在32強打敗了排名30的法國組合，最終止步16強。自此，組合便漸入佳境，及至年底，二人的世界排名已升至第53位。

### 首戰世錦賽
2017年，沙旺特跟约根德兰·克里希南的組合取得參加在蘇格蘭格拉斯哥舉行的世界羽毛球錦標賽的資格，她成為了第一個以跨國組合身分參加世錦賽賽事的印度球員。沙旺特表示，要是自己沒有捲入印度羽毛球系統的內部政治紛爭當中，她在過去幾年應該早就可以參加世錦賽，她會好好珍惜第一次參加世錦賽的機會。
同年8月，沙旺特/克里希南出戰世界羽毛球錦標賽混合雙打項目，他們在首圈以2比1（21-15、13-21、21-18）擊敗中華台北的盧敬堯/姜凱心晉級，但在第二圈便以0比2（12-21、19-21）負於15號種子、印度的普拉纳·杰里·乔普拉/斯基·雷迪，於32強止步。

## 主要比賽成績
只列出曾進入準決賽的國際賽事成績：
| 年份   | 賽事                     | 公開賽級別 | 項目     | 搭檔                | 成績   |
| ------ | ------------------------ | ---------- | -------- | ------------------- | ------ |
| 2009年 | 亞洲青年羽毛球錦標賽     | 其他       | 混合雙打 | 普拉纳·杰里·乔普拉  | 季軍   |
| 2009年 | 印度羽毛球大獎賽         | 大獎賽     | 女子雙打 | Megha Merin Ninan   | 準決賽 |
| 2010年 | 印度羽毛球國際挑戰賽     | 國際挑戰賽 | 混合雙打 | 普拉納·傑里·喬普拉  | 準決賽 |
| 2011年 | 保加利亞羽毛球國際賽     | 國際挑戰賽 | 女子雙打 | 普拉迪亚·加德雷     | 亞軍   |
| 2011年 | 瑞士羽毛球國際賽         | 國際挑戰賽 | 女子雙打 | 普拉迪亚·加德雷     | 冠軍   |
| 2013年 | 巴林羽毛球國際挑戰賽     | 國際挑戰賽 | 女子雙打 | 阿拉希·萨拉·苏尼尔  | 準決賽 |
| 2013年 | 巴林羽毛球國際挑戰賽     | 國際挑戰賽 | 混合雙打 | 萨纳维·托马斯       | 冠軍   |
| 2013年 | 孟加拉羽毛球國際挑戰賽   | 國際挑戰賽 | 女子雙打 | 阿拉希·萨拉·苏尼尔  | 冠軍   |
| 2013年 | 印度羽毛球國際挑戰賽     | 國際挑戰賽 | 女子雙打 | 阿拉希·萨拉·苏尼尔  | 準決賽 |
| 2014年 | 伊朗羽毛球國際挑戰賽     | 國際挑戰賽 | 女子雙打 | 阿拉希·萨拉·苏尼尔  | 準決賽 |
| 2014年 | 斯里蘭卡羽毛球國際賽     | 國際挑戰賽 | 混合雙打 | Vountus Indra Mawan | 亞軍   |
| 2014年 | 新加坡羽毛球國際系列賽   | 國際系列賽 | 混合雙打 | Vountus Indra Mawan | 準決賽 |
| 2014年 | 印度羽毛球國際挑戰賽     | 國際挑戰賽 | 女子雙打 | 阿帕娜·巴兰         | 冠軍   |
| 2015年 | 斯里蘭卡羽毛球國際挑戰賽 | 國際挑戰賽 | 女子雙打 | 阿帕娜·巴兰         | 準決賽 |
| 2015年 | 斯里蘭卡羽毛球國際挑戰賽 | 國際挑戰賽 | 混合雙打 | Vountus Indra Mawan | 準決賽 |
| 2015年 | 俄羅斯羽毛球大獎賽       | 大獎賽     | 混合雙打 | 艾谢·迪瓦卡         | 準決賽 |
| 2015年 | 印度羽毛球國際挑戰賽     | 國際挑戰賽 | 女子雙打 | 阿帕娜·巴兰         | 準決賽 |
| 2016年 | 毛里裘斯羽毛球國際賽     | 國際系列賽 | 女子雙打 | Lee Zhi Qing        | 冠軍   |
| 2016年 | 毛里裘斯羽毛球國際賽     | 國際系列賽 | 混合雙打 | 约根德兰·克里希南   | 亞軍   |
| 2016年 | 越南羽毛球國際系列賽     | 國際系列賽 | 女子雙打 | Lee Zhi Qing        | 準決賽 |
| 2016年 | 越南羽毛球國際系列賽     | 國際系列賽 | 混合雙打 | 约根德兰·克里希南   | 準決賽 |
| 2016年 | 挪威羽毛球國際賽         | 國際系列賽 | 混合雙打 | 约根德兰·克里希南   | 準決賽 |
| 2017年 | 毛里裘斯羽毛球國際賽     | 國際系列賽 | 女子雙打 | 桑约吉塔·戈派德     | 亞軍   |
| 2017年 | 毛里裘斯羽毛球國際賽     | 國際系列賽 | 混合雙打 | 约根德兰·克里希南   | 冠軍   |
| 2017年 | 埃及羽毛球國際賽         | 國際系列賽 | 女子雙打 | 桑约吉塔·戈派德     | 亞軍   |
| 2017年 | 埃及羽毛球國際賽         | 國際系列賽 | 混合雙打 | 约根德兰·克里希南   | 冠軍   |
| 2017年 | 馬來西亞羽毛球國際挑戰賽 | 國際挑戰賽 | 混合雙打 | 约根德兰·克里希南   | 亞軍   |

| 2007-2017年 | 首要超級賽 | 超級賽 | 黃金大獎賽 | 大獎賽 | 國際挑戰賽 | 國際系列賽 | 未來系列賽 | 其他 |

| 2018-2026年 | 總決賽 | 超級1000賽 | 超級750賽 | 超級500賽 | 超級300賽 | 超級100賽 | 國際挑戰賽 | 國際系列賽 | 未來系列賽 | 其他 |

### 奧運會和世錦賽參賽紀錄
|          | 搭檔               | 2014        | 2015 | 2016 | 2017 | 2018 |
| -------- | ------------------ | ----------- | ---- | ---- | ---- | ---- |
| 女子雙打 | 阿拉希·萨拉·苏尼尔 | 48強 (退賽) | －   | －   | －   | －   |
| 女子雙打 | 桑约吉塔·戈派德    | －          | －   | －   | －   | 48強 |
|          |                    |             |      |      |      |      |
| 混合雙打 | 约根德兰·克里希南  | －          | －   | －   | 32強 | －   |